# You Know What Sailors Are
You Know What Sailors Are é um filme britânico dirigido por Maurice Elvey e lançado em 1928.